# Thelypteris nemoralis
Thelypteris nemoralis là một loài thực vật có mạch trong họ Thelypteridaceae. Loài này được Ching miêu tả khoa học đầu tiên năm 1936.